# Automne de Boldino
Pour les articles homonymes, voir Automne (homonymie).
L'« Automne de Boldino » (en russe : Бо́лдинская о́сень) est le nom donné à une période de la vie du poète Alexandre Pouchkine qu'il passe, dans les années 1830, dans sa propriété de Boldino. Cette propriété se situe dans le village de Bolchoïe Boldino dans l'oblast de Nijni Novgorod. C'est une des périodes les plus productives de la vie du poète. Sa réclusion dans sa propriété est due à la survenance de l'épidémie de choléra en Russie et à la quarantaine qui est imposée. Durant son séjour forcé à Boldino, il termine, entre autres, Eugène Onéguine, L'Invité de pierre les Récits de feu Ivan Pétrovitch Belkine, Le Conte du pêcheur et du petit poisson, Le Cavalier de bronze et une trentaine de poèmes lyriques.

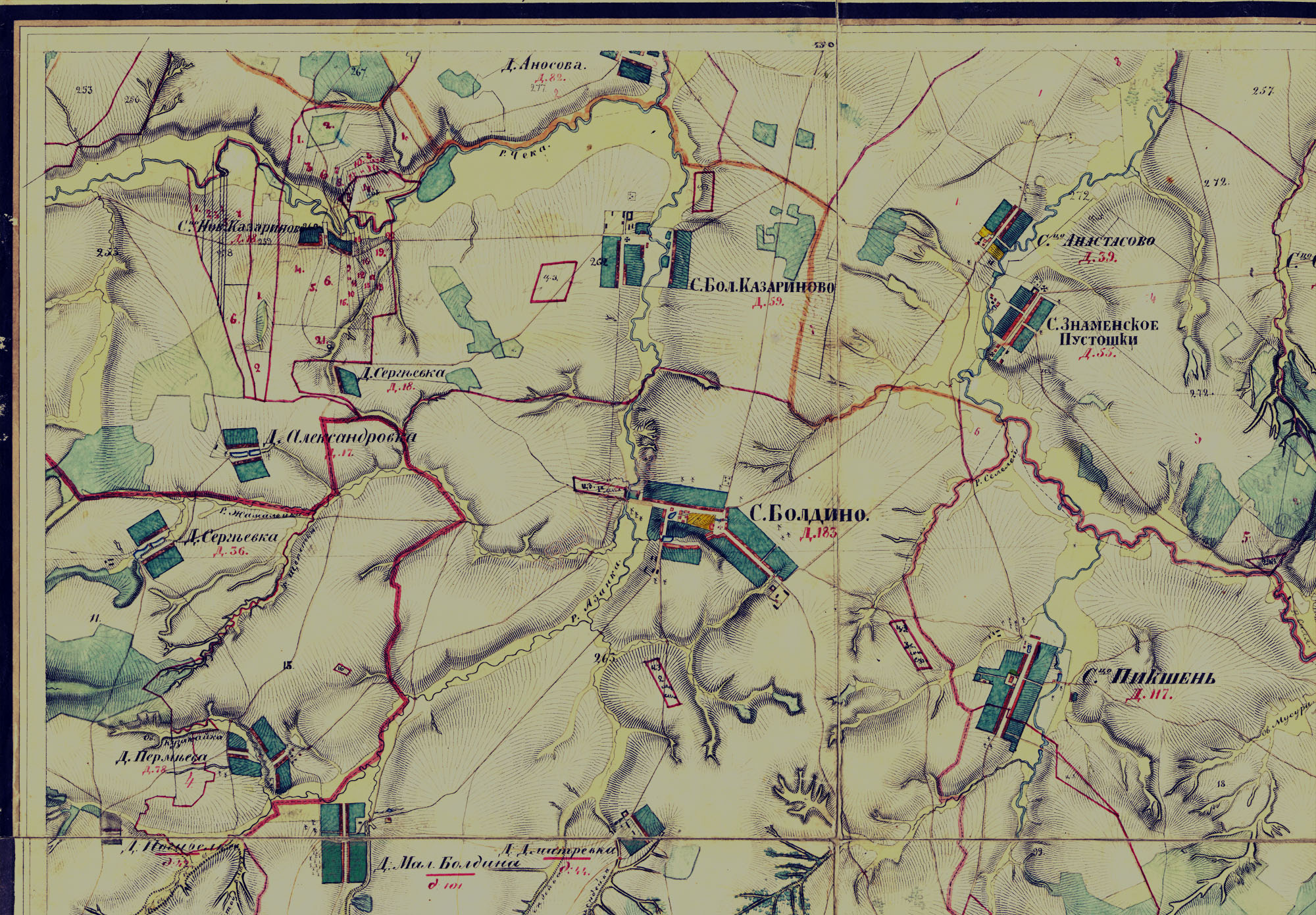
Bolchoïe Boldino, carte de 1850

## Printemps et été 1830
Au printemps 1830, son offre de mariage présentée à Natalia Nikolaïevna Gontcharova est acceptée, Pouchkine se fiance et se prépare à ce mariage.
Le 6 mai 1830, les fiançailles sont annoncées officiellement entre Alexandre Pouchkine et Natalia Gontcharova. Mais le mariage est reporté plusieurs fois. La mère de la fiancée ne veut pas donner sa fille sans dot et la famille est sans fortune. En août 1830, c'est l'oncle de Pouchkine, Vassili Lvovitch Pouchkine, qui décède, et la période de deuil retarde le mariage une nouvelle fois. Le 31 août, Pouchkine quitte Moscou pour Boldino et pour prendre possession du village voisin de Kistenevo qui lui est donné par son père à l'occasion de son mariage. Avant son départ, Pouchkine se dispute avec sa future belle-mère et dans une lettre il explique qu'il se mariera avec sa fille Natalia ou ne se mariera jamais.

## Automne

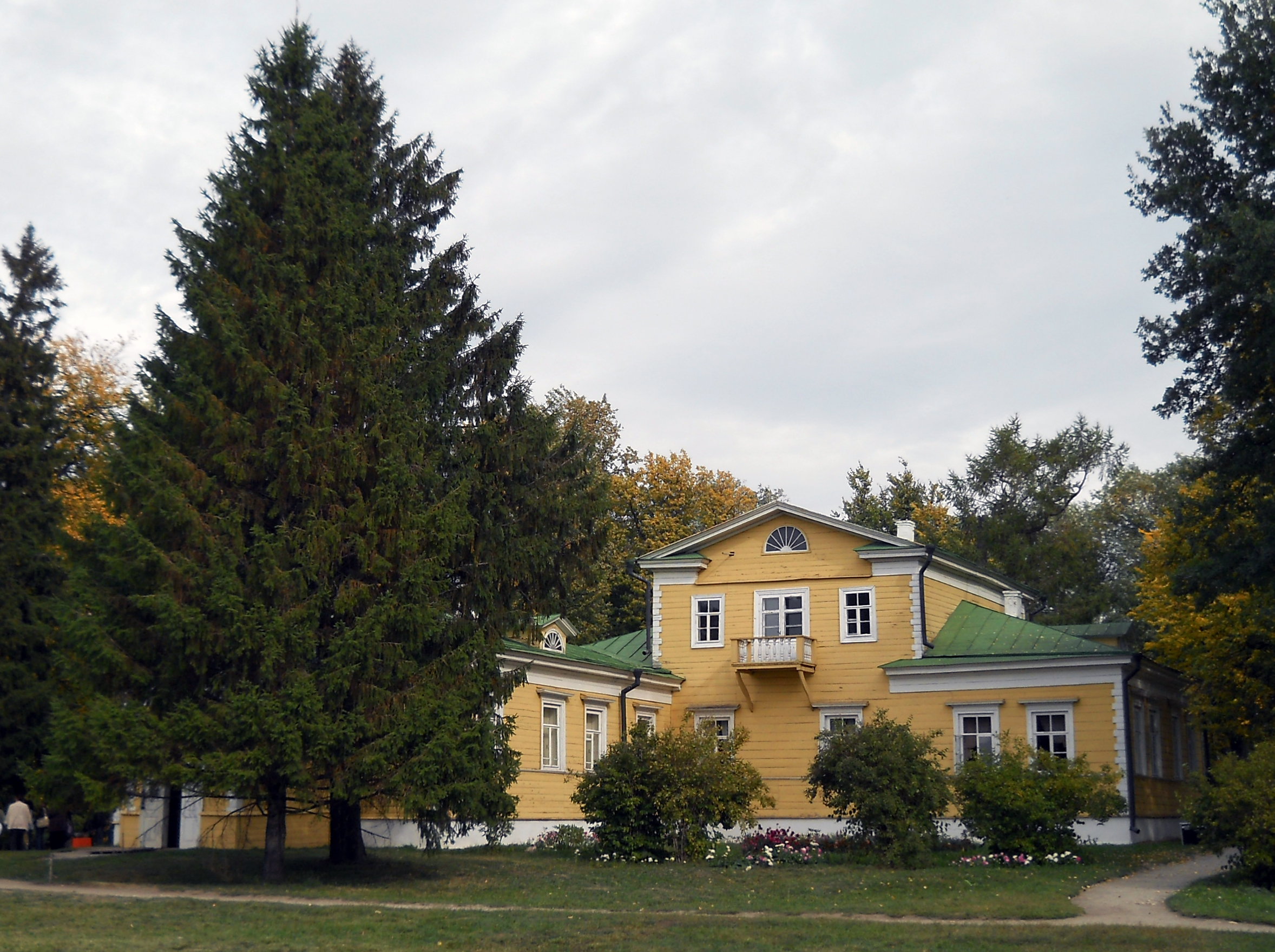
Propriété Pouchkine à Bolchoïe Boldino

Pouchkine arrive à Boldino le 3 septembre, comptant réaliser ses projets dans le mois. Au début, il pense que c'est le meilleur moment pour écrire (il écrivait souvent en automne) mais qu'il lui faut d'abord remplir les formalités pour entrer en possession du village de Kistenevo, reçu de son père. Pour faire son voyage Pouchkine a emporté trois livres : le second tome de « Histoire du peuple russe » de Nikolaï Polévoï, l'Iliade traduite par Nikolaï Gnieditch et un recueil des œuvres de poètes anglais parmi lesquels Bryan Procter (en).
Les projets de Pouchkine ne peuvent se réaliser du fait de l'épidémie de choléra qui frappe la Russie et de la quarantaine qui l'obligé à rester trois mois à Boldino l'empêchant de retourner à Moscou. Mais c'est l'une des périodes les plus fécondes de sa vie littéraire.

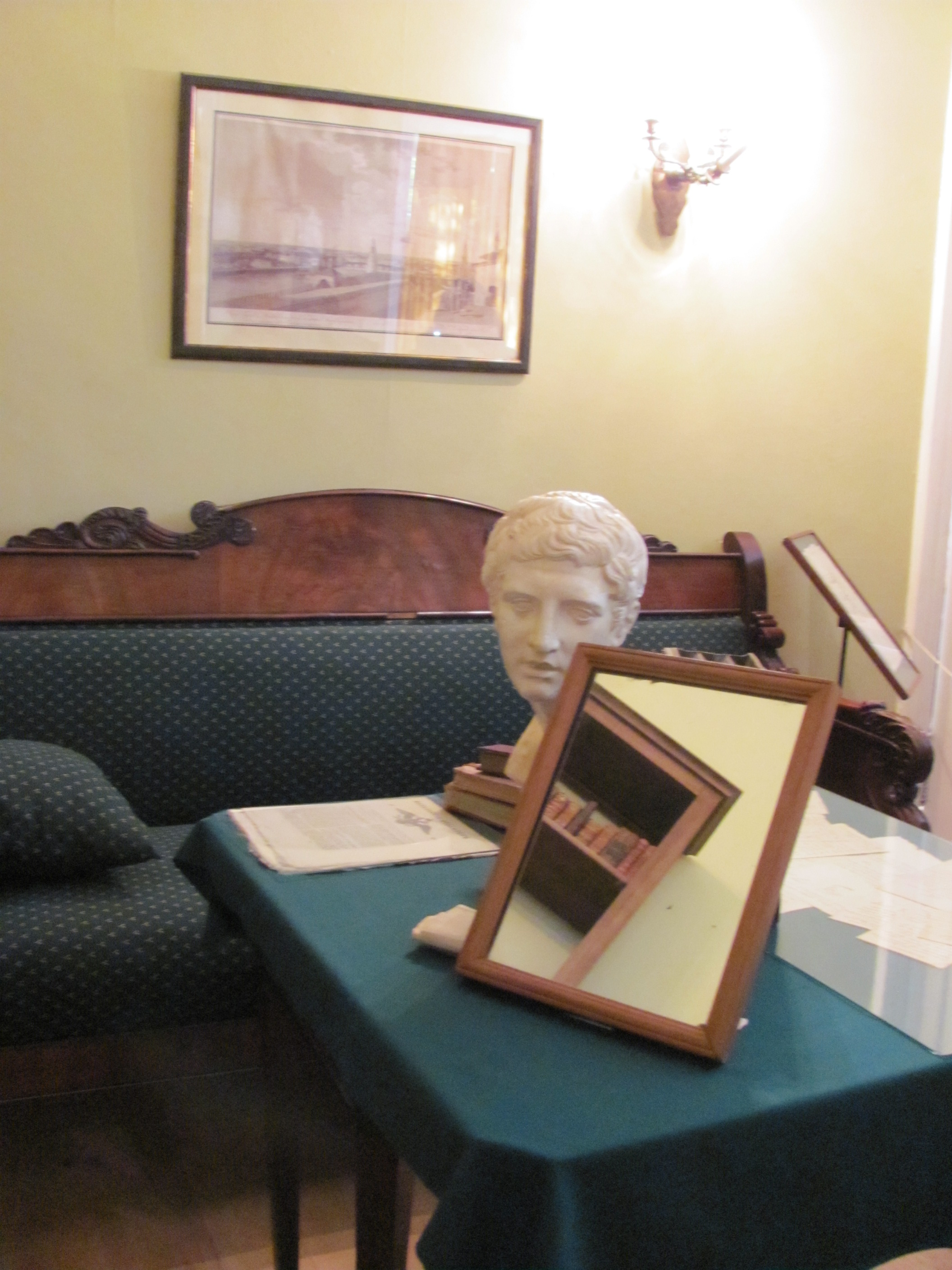
Le cabinet de l'écrivain à Boldino reconstitué suivant un dessin de sa plume

La trace de ses soucis apparaît peu après son arrivée dans Les Démons et Élégie. Bientôt toutefois, une lettre de sa fiancée  lui redonne la sérénité qu'il avait perdue au milieu des soucis. À son ami et éditeur Piotr Pletniov, Pouchkine écrit que dans sa « charmante lettre » elle « promet d'être à moi, même sans dot » et m'appelle à la rejoindre à Moscou.
Le 13 septembre, Pouchkine écrit encore le Conte du pope et de son valet Balda.
À l'automne 1830, le poète estime aussi que le moment est venu pour lui de faire le point. Déjà dans sa lettre à ses parents dans laquelle il déclare son engagement aux fiançailles (les 6—11 avril 1830), il précise qu'il commence une nouvelle période de sa vie ; il en écrit aussi à Pletniov depuis Boldino, le 29 septembre 1830. Ces changements dans sa vie privée correspondent au début d'une nouvelle étape de son activité littéraire. Dans le dernier chapitre d'Eugène Onéguine, le poète ouvre une image rétrospective vers son œuvre, et présente symboliquement son développement à travers le « changement d'apparence des Muses ». Selon Dmitri Blagoï, il s'agit d'un « basculement du romantisme vers le réalisme et de la poésie à la prose ».
Au début du mois d'octobre, Pouchkine tente encore de quitter Boldino, mais le cordon sanitaire de la quarantaine l'en empêche. Le 5 décembre 1830, il essaye encore une troisième fois et le 9 décembre, il est à Moscou et écrit une lettre à Piotr Pletniov, dans laquelle il reprend toute sa production durant les trois mois passés à Boldino,.

## Œuvres écrites à Boldino

### Récits de feu Ivan Pétrovitch Belkine

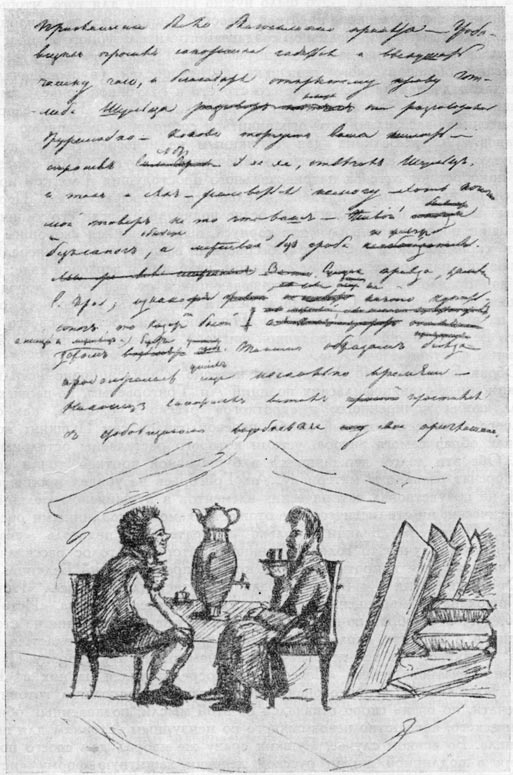
manuscrit du récit «Le Marchand de cercueils». Septembre 1830

Les Récits de Belkine sont les premiers à constituer une œuvre complète en prose chez Pouchkine. Dès 1821, Pouchkine délimité les règles du récit: « Précision et concision — voilà la première qualité de la prose. Elle exige idées et réflexion, sans expressions prestigieuses qui ne lui servent à rien ». Si les débuts de Pouchkine comme maître de la prose commencent avec Le Nègre de Pierre le Grand (1827), les Récits de Belkine clôturent cette étape et orientent son œuvre des années ultérieures principalement vers la prose.
Pouchkine note à la fin de chaque récit la date d'achèvement : du 9 septembre au 20 octobre. Le livre sur Belkine est achevé et publié en octobre 1831. Il n'a pas eu de succès auprès du public, ni auprès de la critique. Ainsi, Nikolaï Polévoï traite le récit de « farce, d'une simplicité corsetée, sans aucune pitié ». À la question d'un ami lui demandant « Qui est ce Belkine ? », Pouchkine répond : « Qui que ce soit il faut écrire le récit comme ceci : simplement, brièvement et clairement ». 

### Les petites tragédies
En novembre 1830, Pouchkine écrit à Boldino une série de poèmes dramatiques auxquels il ajoute encore La Petite Maison de Kolomna, L'Avare, Mozart et Salieri, Don Juan ou l'Invité de pierre, Le Banquet du temps de la peste.

### Essais critiques
La situation dans le monde littéraire en Russie au début des années 1830, l'isolement dans lequel se trouvaient les collaborateurs de Literatournaïa gazeta et l'aggravation des relations de Pouchkine avec le critique Faddeï Boulgarine entraîne le poète vers le terrain de la polémique littéraire et vers une réévaluation de ses ouvrages les plus importants (Rouslan et Ludmila, Eugène Onéguine, Le Comte Nouline, Poltova). Le 2 octobre, après une tentative infructueuse pour quitter Boldino vers Moscou, il écrit ces notes : « Aujourd'hui, je suis placé dans une quarantaine insupportable, sans mes livres, sans un ami, cherchant à tuer le temps en réfutant toutes ces critique dont je puis me souvenir, et en commentant mes propres ouvrages ». Pouchkine n'a ni revue ni journal à sa disposition, mais il semble qu'il se souvienne de toutes les critiques importantes qui lui avaient été adressées. Il écrit deux cycles de critiques pour la Revue littéraire, mais ses articles sont restés non-publiés du fait qu'à partir de novembre 1830 l'édition du journal est suspendue.

## Autres séjours à Boldino
Pouchkine passa un second séjour dans sa propriété de Boldino en octobre 1833. Sa production est tout aussi importante lors de ce second séjour : il écrit les poèmes et récits Le Cavalier de bronze, Le Conte du pêcheur et du petit poisson, La Dame de pique, Automne et d'autres encore. Il termine également L'Histoire de Pougatchev.